# (2372) Proskurin
(2372) Proskourine, désignation internationale (2372) Proskurin, est un astéroïde de la ceinture principale.

## Description
(2372) Proskourine est un astéroïde de la ceinture principale. Il fut découvert le 13 septembre 1977 à Naoutchnyï par Nikolaï Tchernykh. Il présente une orbite caractérisée par un demi-grand axe de 3,11 UA, une excentricité de 0,18 et une inclinaison de 2,7° par rapport à l'écliptique.

## Compléments